# Monte-Carlo Rolex Masters 2024
Monte-Carlo Rolex Masters 2024 byl mužský tenisový turnaj hraný na profesionálním okruhu ATP Tour v Monte Carlo Country Clubu. Stý sedmnáctý ročník Monte-Carlo Masters probíhal mezi 7. a 14. dubnem 2024 ve francouzském příhraničním městě Roquebrune-Cap-Martin u Monte Carla na antukových dvorcích.
Turnaj dotovaný 6 410 670 eury patřil do kategorie ATP Tour Masters 1000. Popatnácté se generálním sponzorem stala švýcarská hodinářská společnost Rolex. V rámci kategorie Masters 1000 se nejedná o událost s povinným startem hráčů. Zvláštní pravidla tak upravila přidělení bodů a počet startujících. Do soutěže dvouhry a čtyřhry nastoupil počet tenistů obvyklý pro nižší kategorii ATP Tour 500, zatímco body byly přiděleny podle kategorie Masters 1000.
Nejvýše nasazeným singlistou se opět stal první tenista světa Novak Djoković ze Srbska. Jako poslední přímý účastník do dvouhry – po odhlášení  Ruusuvuoriho – nastoupil 47. hráč žebříčku Miomir Kecmanović také ze Srbska. V důsledku invaze Ruska na Ukrajinu na konci února 2022 řídící organizace tenisu ATP, WTA a ITF s grandslamy rozhodly, že ruští a běloruští tenisté mohli dále na okruzích startovat, ale do odvolání nikoli pod vlajkami Ruska a Běloruska.
Jedenáctý singlový titul na okruhu ATP Tour vybojoval 25letý Řek Stefanos Tsitsipas. Zvítězil tak na třetím Mastersech, když dva předchozí triumfy v této sérii dosáhl také v Monte-Carlu. V otevřené éře se stal pátým monackým šampionem s alespoň třemi tituly. V následné klasifikaci se vrátil do první světové desítky.  Čtyřhru ovládli Belgičané Sander Gillé s Joranem Vliegenem, kteří získali osmé individuální trofeje ze čtyřhry ATP, znamenající první kariérní Masters.

## Rozdělení bodů a finančních odměn

### Rozdělení bodů
| Soutěž  | Soutěž | vítězové | finalisté | semifinalisté | čtvrtfinalisté | 16 v kole | 32 v kole | 56 v kole | Q  | Q2 | Q1 |
| ------- | ------ | -------- | --------- | ------------- | -------------- | --------- | --------- | --------- | -- | -- | -- |
| dvouhra | [ 4 ]  | 1000     | 650       | 400           | 200            | 100       | 50        | 10        | 30 | 16 | 0  |
| čtyřhra | [ 9 ]  | 1000     | 600       | 360           | 180            | 90        | 0         | —         | —  | —  | —  |

Vysvětlivky
1. ↑  Nasazení s volným losem do druhého kola v případě prohry obdrželi body za první kolo.'"`UNIQ--ref-00000021-QINU`"'
2. ↑  Startující na divokou kartu v případě prohry neobrželi žádné body.'"`UNIQ--ref-00000023-QINU`"'
3. ↑  Nasazené páry s volným losem do druhého kola v případě prohry neobdržely žádné body.'"`UNIQ--ref-00000026-QINU`"'

### Finanční odměny
| Soutěž                                | Soutěž       | vítězové  | finalisté | semifinalisté | čtvrtfinalisté | 16 v kole | 32 v kole | 56 v kole | Q2       | Q1      |
| ------------------------------------- | ------------ | --------- | --------- | ------------- | -------------- | --------- | --------- | --------- | -------- | ------- |
| dvouhra                               | [ 4 ] [ 10 ] | 919 075 € | 501 880 € | 274 425 €     | 149 685 €      | 80 065 €  | 42 935 €  | 23 785 €  | 12 185 € | 6 380 € |
| čtyřhra                               | [ 9 ]        | 281 960 € | 153 170 € | 84 140 €      | 42 420 €       | 25 510 €  | 13 930 €  | —         | —        | —       |
| částky ve čtyřhře jsou uvedeny na pár |              |           |           |               |                |           |           |           |          |         |

## Dvouhra mužů

### Nasazení
| Stát                         | Hráč               | ATP | Nasazení |
| ---------------------------- | ------------------ | --- | -------- |
| Srbsko                       | Novak Djoković     | 1.  | 1.       |
| Itálie                       | Jannik Sinner      | 2.  | 2.       |
| Španělsko                    | Carlos Alcaraz     | 3.  | 3.       |
|                              | Daniil Medveděv    | 4.  | 4.       |
| Německo                      | Alexander Zverev   | 5.  | 5.       |
|                              | Andrej Rubljov     | 6.  | 6.       |
| Dánsko                       | Holger Rune        | 7.  | 7.       |
| Norsko                       | Casper Ruud        | 8.  | 8.       |
| Bulharsko                    | Grigor Dimitrov    | 9.  | 9.       |
| Polsko                       | Hubert Hurkacz     | 10. | 10.      |
| Austrálie                    | Alex de Minaur     | 11. | 11.      |
| Řecko                        | Stefanos Tsitsipas | 12. | 12.      |
| USA                          | Taylor Fritz       | 13. | 13.      |
| Francie                      | Ugo Humbert        | 14. | 14       |
|                              | Karen Chačanov     | 17. | 15.      |
| Kazachstán                   | Alexandr Bublik    | 18. | 16.      |
| Žebříček ATP k 1. dubnu 2024 |                    |     |          |

### Jiné formy účasti
Následující hráči obdrželi divokou kartu do hlavní soutěže:
- Matteo Berrettini
- Gaël Monfils
- Valentin Vacherot
- Stan Wawrinka

Následující hráči postoupili z kvalifikace:
- Roberto Bautista Agut
- Federico Coria
- Corentin Moutet
- Jaume Munar
- Sumit Nagal
- Luca Nardi
- Christopher O'Connell

Následující hráč hráči postoupili z kvalifikace jako šťastní poražení:
- Daniel Altmaier
- Facundo Díaz Acosta
- Yannick Hanfmann
- Lorenzo Sonego
- Aleksandar Vukic

### Odhlášení
- Carlos Alcaraz → nahradil jej  Lorenzo Sonego
- Marin Čilić → nahradil jej  Dominik Koepfer
- Jiří Lehečka → nahradil jej  Daniel Altmaier
- Adrian Mannarino → nahradil jej  Yannick Hanfmann
- Rafael Nadal → nahradil jej  Čang Č’-čen
- Tommy Paul → nahradil jej  Marcos Giron
- Emil Ruusuvuori → nahradil jej  Facundo Díaz Acosta
- Jordan Thompson → nahradil jej  Aleksandar Vukic

## Mužská čtyřhra

### Nasazení
| Indie                                                                                 | Rohan Bopanna     | Austrálie          | Matthew Ebden    | 3.  | 1. |
| Chorvatsko                                                                            | Ivan Dodig        | USA                | Austin Krajicek  | 7.  | 2. |
| Španělsko                                                                             | Marcel Granollers | Argentina          | Horacio Zeballos | 11. | 3. |
| USA                                                                                   | Rajeev Ram        | Spojené království | Joe Salisbury    | 17. | 4. |
| Mexiko                                                                                | Santiago González | Spojené království | Neal Skupski     | 22. | 5. |
| Německo                                                                               | Kevin Krawietz    | Německo            | Tim Pütz         | 26. | 6. |
| Nizozemsko                                                                            | Wesley Koolhof    | Chorvatsko         | Nikola Mektić    | 30. | 7. |
| Argentina                                                                             | Máximo González   | Argentina          | Andrés Molteni   | 30. | 8. |
| Žebříček ATP k 1. dubnu 2024; číslo je součtem žebříčkového postavení obou členů páru |                   |                    |                  |     |    |

### Jiné formy účasti
Následující páry obdržely divokou kartu:
- Romain Arneodo /  Sam Weissborn
- Arthur Rinderknech /  Valentin Vacherot
- Jannik Sinner /  Lorenzo Sonego

Následující pár nastoupil z pozice náhradníka:
- Marcelo Melo /  Alexander Zverev

### Odhlášení
- Tallon Griekspoor /  Hubert Hurkacz → nahradili je  Marcelo Melo /  Alexander Zverev

## Přehled finále

### Mužská dvouhra
- Stefanos Tsitsipas vs.  Casper Ruud, 6–1, 6–4

### Mužská čtyřhra
- Sander Gillé /  Joran Vliegen vs.  Marcelo Melo /  Alexander Zverev, 5–7, 6–3, [10–5]